# Trump International Hotel and Tower
La Trump International Hotel and Tower è un grattacielo che sorge a Chicago, nell'Illinois. La struttura, intitolata all'imprenditore Donald Trump che ne ha curato lo sviluppo, è stata progettata da Adrian Smith dello studio Skidmore, Owings and Merrill di Chicago.
Il grattacielo sorge sulle rive del fiume Chicago ed è costituito da 98 piani che lo portano a raggiungere un'altezza di 360 metri se si considera il tetto e 423 m tenendo conto dell'antenna. Attualmente la Trump International Hotel and Tower è l’ottavo edificio più alto negli Stati Uniti d'America.

## Design e architettura

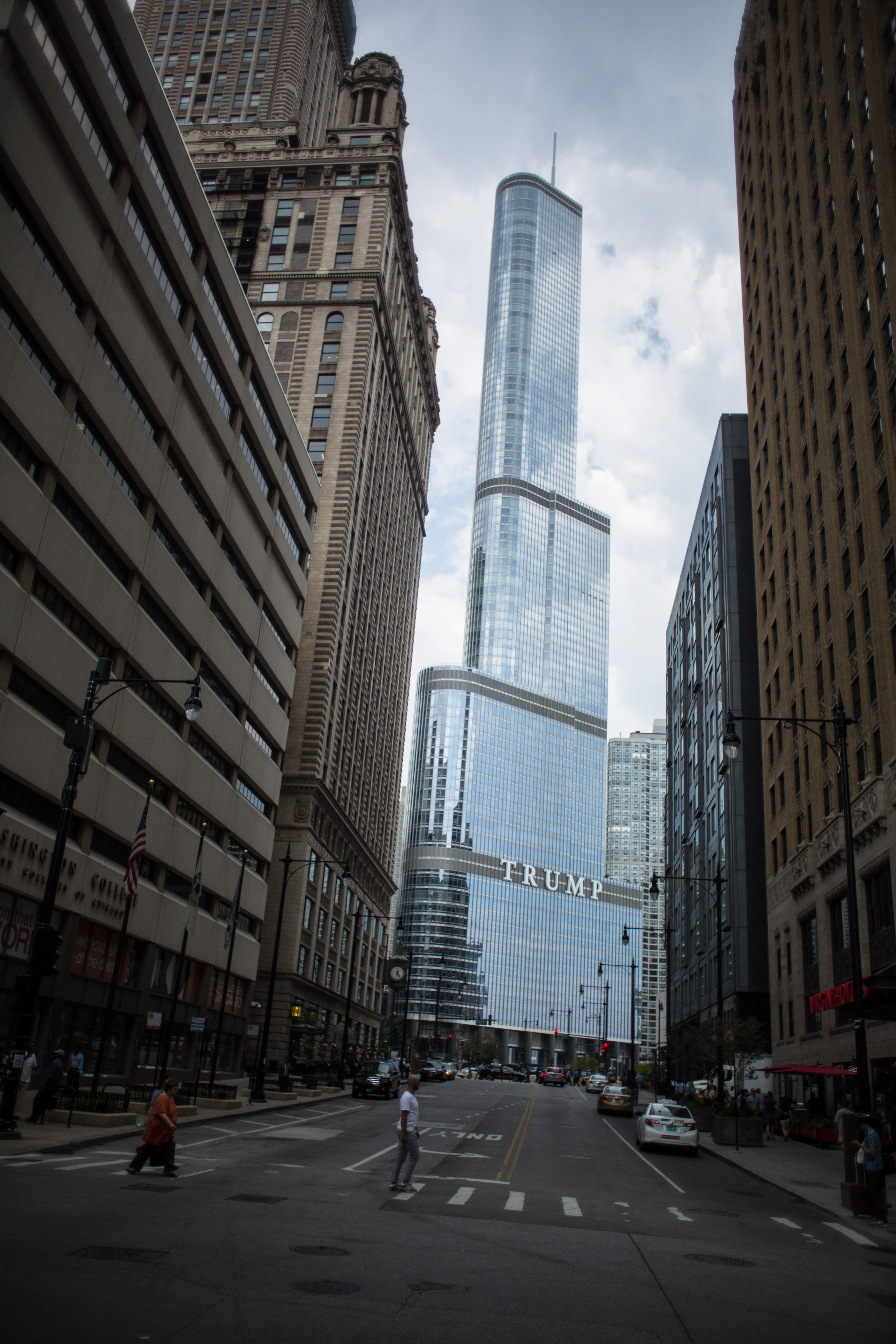
La Trump Tower dal livello del suolo

Il progetto dell'edificio incorpora tre elementi di arretramento progettati per fornire continuità visiva con lo skyline circostante, ognuno dei quali riflette l'altezza di un edificio vicino. Il primo arretramento, è sul lato est dell'edificio, si allinea con la linea del cornicione del Wrigley Building; il secondo, sul lato ovest, si allinea con River Plaza a nord e con le Marina City Towers. Il terzo arretramento, sul lato est, si riferisce all'edificio 330 North Wabash (precedentemente noto come IBM Plaza). Tuttavia, alcune viste distorcono l'allineamento a secondo dell'arretramento. Gli arretramenti e i bordi arrotondati dell'edificio contrastano la formazione di vortice. La struttura dell'edificio è sollevata di 9,1 m sopra l'ingresso principale di Wabash e di 21 m sopra il fiume Chicago. La facciata continua Permasteelisa dell'edificio è costruita di vetro rivestito a bassa emissività trasparente e un sistema di montanti curvi a forma di ala in acciaio inossidabile lucido che sporge di 23 cm dalla linea del vetro. Incorpora pannelli spandrel in acciaio inossidabile spazzolato e alluminio anodizzato trasparente.
L'edificio si estende su una superficie di 240.000 m², ha 98 piani e ospita 486 appartamenti residenziali di lusso. Tra questi, monolocali, suite da una a quattro camere da letto e attici con cinque camere da letto. La torre ospita anche un lussuoso complesso alberghiero con 339 camere. L'edificio comprende, sin dal basso, spazi commerciali, un parcheggio, un hotel e appartamenti. I piani dal 3° al 12° ospitano hall, spazi commerciali e il parcheggio; il 14° piano e il suo mezzanino ospitano un centro benessere e una spa. I piani dal 17° al 27° mezzanino ospitano appartamenti alberghieri e lounge executive. I piani dal 28° all'85° ospitano appartamenti residenziali e i piani dall'86° all'89° ospitano attici.

### Altezza
Il Trump International Hotel and Tower si erge per 426,7 m dall'ingresso principale dell'edificio su Wabash Avenue fino alla punta della guglia architettonica. Dopo il suo completamento nel 2009, l'edificio è diventato il settimo edificio più alto del mondo, dietro la Jin Mao Tower di 420,6 m a Shanghai, nella Repubblica Popolare Cinese. Il 17 novembre 2009, tuttavia, il Council on Tall Buildings and Urban Habitat (CTBUH), che compone le classifiche dei grattacieli più alti del mondo in base a vari criteri, ha cambiato il suo standard per misurare l'altezza di un edificio. Prima di questo cambiamento, l'altezza architettonica di un edificio veniva calcolata dall'ingresso principale alla punta della guglia; i nuovi standard misurati dal livello pedonale all'aperto più basso di un edificio.

### Insegna
Secondo Trump, nel 2009 ricevette l'approvazione per un cartello di 334,5 m² dall'amministrazione del sindaco di Chicago Richard M. Daley, ma rinegoziò con l'amministrazione del sindaco Rahm Emanuel. Nell'ottobre 2013, Trump ricevette l'approvazione per erigere lettere in acciaio inossidabile alte 6,1 m retroilluminate con LED bianchi che componevano la scritta TRUMP al 16° piano dell'edificio. Rese pubblici i suoi imminenti piani per il cartello nel febbraio 2014. Secondo un portavoce del dipartimento di pianificazione urbana, il protocollo standard per un cartello del genere prevede la richiesta di approvazione da parte dell'assessore locale (Brendan Reilly, 42° distretto) e dell'intero Consiglio comunale di Chicago. Le cinque lettere si estendono per una larghezza di circa 43 metri, il che rende la versione finale approvata di circa 260,1x268,6 metri quadrati, secondo alcune fonti, anziché le dimensioni originariamente proposte. Il cartello si trova a circa 61 metri dal suolo.
Le squadre hanno iniziato ad appendere il cartello nel maggio 2014. Quando il critico di architettura del Chicago Tribune, Kamin, ha avvertito Trump che la sua recensione del cartello sarebbe stata sfavorevole, Trump ha risposto: "Col passare del tempo, sarà come la scritta Hollywood"; l'architetto Smith ha preso le distanze dal cartello dicendo: "Solo per la cronaca, non ho nulla a che fare con questo cartello!" La controversia che circondava il cartello ha attirato l'attenzione della stampa nazionale e internazionale mentre si avvicinava al completamento e l'Associated Press ha pubblicato un articolo sulla disapprovazione del sindaco Emanuel a metà giugno.

## Caratteristiche

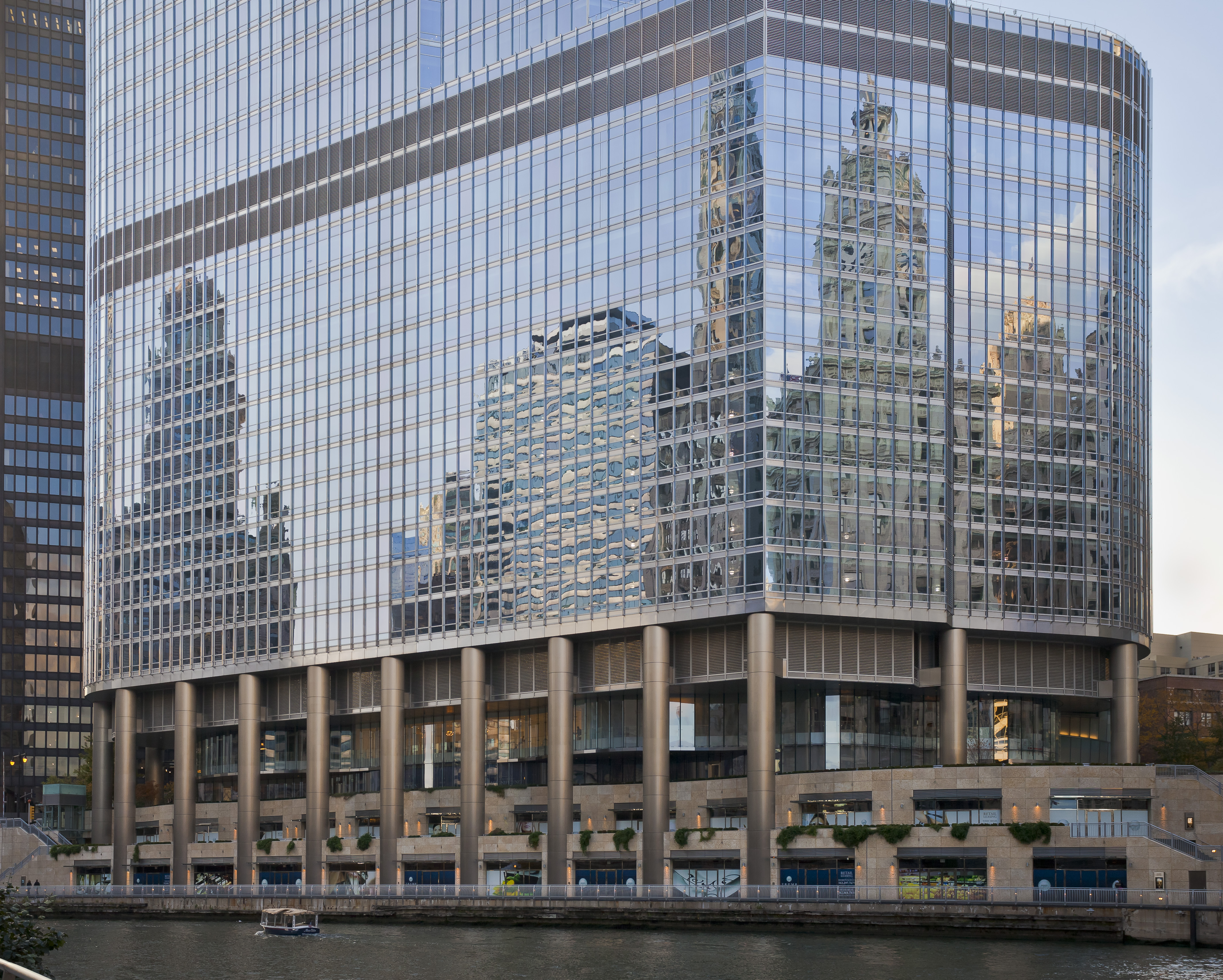
Riflesso dello skyline del fiume Chicago sul Trump International Hotel and Tower

Secondo l'edizione "2010 City Guide: Chicago" della Forbes Travel Guide, l'edificio ospita uno dei sette ristoranti a quattro stelle della città e una delle tre spa a quattro stelle. L'hotel è uno dei due hotel a quattro stelle. Nel 2010, Chicago aveva due hotel e due ristoranti a cinque stelle. All'epoca della Forbes Travel Guide: 2013 City Guide, l'hotel e il ristorante erano tra le sole tre strutture a cinque stelle della città. Hanno mantenuto questa classificazione nella Forbes Guide del 2015 (insieme agli hotel The Peninsula e Four Seasons e ai ristoranti Alinea e Grace). La spa era tra le 6 spa a quattro o cinque stelle valutate da Forbes nell'area di Chicago nel 2015.

### Hotel

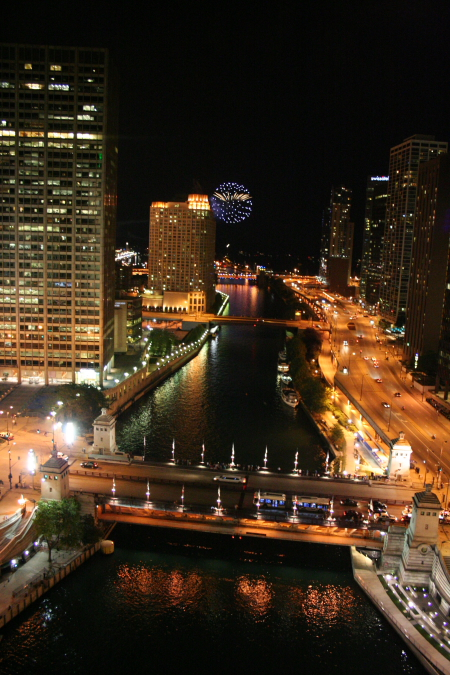
Una vista dei fuochi d'artificio del Navy Pier sul lago Michigan oltre il fiume Chicago, visti da Sixteen

Il piano originale prevedeva l'apertura parziale di tre piani dell'hotel il 3 dicembre 2007, seguita da un'inaugurazione ufficiale. La cerimonia provvisoria, tuttavia, è stata posticipata al 30 gennaio 2008, mentre la città di Chicago concedeva l'autorizzazione all'occupazione per il personale dell'hotel nei primi 27 piani. Sono stati aperti quattro piani di camere per gli ospiti, comprendenti 125 delle 339 previste.

### Ristoranti
Al 16° piano, un ristorante chiamato Sixteen ha aperto all'inizio di febbraio 2008, e una terrazza esterna, chiamata The Terrace at Trump, ha aperto il 25 giugno 2009, dopo il completamento della costruzione. Il ristorante ha aperto con recensioni favorevoli per la sua cucina, l'arredamento, la posizione, l'architettura e la vista. Sixteen, progettato da Joe Valerio, è descritto architettonicamente come una sequenza di spazi che non si rivelano subito, ma piuttosto in "processione". L'atrio del ristorante è a forma di T e ha un passaggio per l'hotel che è fiancheggiato da rastrelliere per vino in bronzo architettonico dal pavimento al soffitto in sale contrapposte per vino rosso e bianco.